# Youssef Chahine
Youssef Gabriel Chahine (Alexandria, 25 de janeiro de 1926 - Cairo, 27 de julho de 2008), foi um diretor, cenógrafo e produtor de cinema egípcio.
Em 1997 obteve o grande prémio do 50.º aniversário do Festival de Cannes pelo conjunto da sua obra.

## Filmes
- O Destino (1997)
- O Sexto Dia (1986), estrelado pela atriz e cantora Dalida
- Alexandria, Porquê (1978), (primeiro tomo de uma trilogia autobiográfica)
- A Terra (1969)